# Albert Lerat
Albert Lerat (fl. XX secolo) è stato un bobbista belga.

## Biografia
Attivo nella seconda metà degli anni quaranta, ha gareggiato nel ruolo di frenatore per la squadra nazionale belga.
Ha preso parte ai campionati mondiali di Sankt Moritz 1947, conquistando la medaglia d'argento nel bob a quattro con Max Houben, Claude Houben e Jacques Mouvet.

## Palmarès

### Mondiali
- 1 medaglia:
  - 1 argento (bob a quattro a Sankt Moritz 1947).